# 23-001
23-001 (numery seryjne UU, 23 i № 001) – radziecka lokomotywa parowa, wyprodukowana w 1949 przez zakłady kolejowe w Ułan Ude. Prace nad konstrukcją lokomotywy prowadzone były przez inżyniera P. M. Szaroijko. Cechą charakterystyczną parowozu było duży nacisk osi dochodzący do 23 ton.
Lokomotywa kursowała na liniach Krasnyj Łyman−Północ (lata 50.) oraz Krasnyj Łyman−Osnowa (do 1960).